# 天禧
天禧（1017年—1021年）是宋真宗的第四個年號，北宋使用这个年号共5年。

## 年號含義
禧意即幸福，天禧意即上天賜的吉祥幸福。根據宋人李攸的《宋朝事實》，大中祥符九年十一月乙卯，宋真宗詔曰：“朕以獻歲肇春，元辛葉吉，請真君而致潔，奉寶冊以陳儀。將伸薦信之辭，式舉建元之典，其改來年為天禧元年”。根據文字可得知，“天禧”年號與宋真宗祭天請神有關，請的就是詔書中提到的真君，也即“九天司命真君趙玄朗”。

## 改元
- 大中祥符十年——正月初一日，改元為天禧元年。[2][3][4]
- 天禧六年——正月初一日，改元為乾興元年。[5][6][7]

## 紀年對照表
表格中各月的干支即為各月的第1日，「大」表示該月有30日，「小」表示該月有29日，「閏月」表格中的中文數字表示該年為閏某月，各月初一底下的數字表示對應的西曆日期。
| 公元   | 干支 | 紀年     | 正月   | 二月   | 三月   | 四月   | 五月   | 六月   | 七月   | 八月   | 九月   | 十月   | 十一月 | 十二月   | 閏月       |
| ------ | ---- | -------- | ------ | ------ | ------ | ------ | ------ | ------ | ------ | ------ | ------ | ------ | ------ | -------- | ---------- |
| 1017年 | 丁巳 | 天禧元年 | 辛丑小 | 庚午大 | 庚子小 | 己巳小 | 戊戌大 | 戊辰小 | 丁酉小 | 丙寅大 | 丙申大 | 丙寅小 | 乙未大 | 乙丑大   | —          |
| 1017年 | 丁巳 | 天禧元年 | 1/31   | 3/1    | 3/31   | 4/29   | 5/28   | 6/27   | 7/26   | 8/24   | 9/23   | 10/23  | 11/21  | 12/21    | —          |
| 1018年 | 戊午 | 天禧二年 | 乙未大 | 乙丑小 | 甲午大 | 甲子小 | 壬戌大 | 壬辰小 | 辛酉小 | 庚寅大 | 庚申大 | 庚寅小 | 己未大 | 己丑大   | 四癸巳小   |
| 1018年 | 戊午 | 天禧二年 | 1/20   | 2/19   | 3/20   | 4/19   | 6/16   | 7/16   | 8/14   | 9/12   | 10/12  | 11/11  | 12/10  | 1019/1/9 | 5/18       |
| 1019年 | 己未 | 天禧三年 | 己未大 | 己丑小 | 戊午大 | 戊子小 | 丁巳小 | 丙戌大 | 丙辰小 | 乙酉小 | 甲寅大 | 甲申小 | 癸丑大 | 癸未大   | —          |
| 1019年 | 己未 | 天禧三年 | 2/8    | 3/10   | 4/8    | 5/8    | 6/6    | 7/5    | 8/4    | 9/2    | 10/1   | 10/31  | 11/29  | 12/29    | —          |
| 1020年 | 庚申 | 天禧四年 | 癸丑大 | 癸未小 | 壬子大 | 壬午小 | 辛亥大 | 辛巳小 | 庚戌大 | 庚辰小 | 己酉小 | 戊寅大 | 戊申小 | 丁丑大   | 十二丁未大 |
| 1020年 | 庚申 | 天禧四年 | 1/28   | 2/27   | 3/27   | 4/26   | 5/25   | 6/24   | 7/23   | 8/22   | 9/20   | 10/19  | 11/18  | 12/17    | 1021/1/16  |
| 1021年 | 辛酉 | 天禧五年 | 丁丑小 | 丙午大 | 丙子大 | 丙午小 | 乙亥大 | 乙巳小 | 甲戌大 | 甲辰小 | 癸酉大 | 癸卯小 | 壬申大 | 壬寅小   | —          |
| 1021年 | 辛酉 | 天禧五年 | 2/15   | 3/16   | 4/15   | 5/15   | 6/13   | 7/13   | 8/11   | 9/10   | 10/9   | 11/8   | 12/7   | 1022/1/6 | —          |

## 同期存在的其他政權之紀年
- 中國
  - 開泰（1012年－1021年）：契丹—遼聖宗耶律隆绪之年號
  - 太平（1021年－1031年）：契丹—遼聖宗耶律隆绪之年號
  - 明启（1010年－1022年）：大理—段素廉之年號
- 越南
  - 順天（1010年－1028年）：李朝—李公蘊之年號
- 日本
  - 長和（1013年－1017年）：三條天皇與後一條天皇之年号
  - 寬仁（1017年－1021年）：後一條天皇之年号
  - 治安（1021年－1024年）：後一條天皇之年号

## 参看
- 中国年号索引
- 天喜 (西辽)

## 深入閱讀
- 李崇智. . 北京: 中華書局. 2004年12月. ISBN 7101025129.
- 鄧洪波. . 臺北: 國立臺灣大學東亞經典與文化研究計劃. 2005年3月  [2021-11-16]. ISBN 9789860005189. （原始内容 (pdf)存档于2007-08-25）.

| 前一年號： 大中祥符 | 北宋年號 1017年－1021年 | 下一年號： 乾兴 |